# Liste der Naturschutzgebiete in Oberösterreich
In Oberösterreich sind folgende Gebiete als Naturschutzgebiet ausgewiesen:

## Liste
| Foto |                 | Name                                                      | ID                                    | Bezirk                           | Standort | Beschreibung | Fläche    | Datum      |
| ---- | --------------- | --------------------------------------------------------- | ------------------------------------- | -------------------------------- | --- | --- | --------- | ---------- |
| 1    | Datei hochladen | Almauen                                                   | n125                                  | Wels-Land                        | Bad Wimsbach-Neydharting, Steinerkirchen an der Traun Standort                                                                                   | Das Naturschutzgebiet umfasst die Hartholzauwälder und Kiefernauen sowie die Alm selbst. | 100 ha    | 1978       |
| 1    | Datei hochladen | Almsee und Umgebung                                       | n149                                  | Gmunden                          | Grünau im Almtal Standort | Nährstoffarmer Alpensee in herrlicher Lage und nahezu überall naturnahen Ufern, mit inselartigen Vermoorungen und ausgedehnten Erlenbruchwäldern am Nord- und Südufer | 183,34 ha | 1965       |
| 1    | Datei hochladen | Aschachtal in der Gemeinde Stroheim                       | n116                                  | Eferding                         | Stroheim KG: Mayrhof GrStNr: 2485/1 Standort | Das Aschachtal beherbergt hier einen Eschen-Ahorn-Steinschutt-Hangwald. | 8,37 ha   | 2003       |
| 0 BW | Datei hochladen | Ascherweiher und seine Umgebung                           | n171                                  | Braunau                          | Braunau am Inn Standort | An den großen, künstlich erweiterten Quellaustrittsweiher grenzen Großseggenröhrichte, ein Schwarzerlen-Sumpfwald und ein Eschen-Hangwald an. Teilweise finden sich auch Feuchtwiesen. | 6,4 ha    | 2022       |
| 0 BW | Datei hochladen | Atzmoos                                                   | n086                                  | Gmunden                          | Bad Ischl KG: Perneck GrStNr: 735/1 Standort | Das Atzmoos ist ein kleines, nahezu kreisrundes Hochmoor mit Latschenfilz. |           | 1998       |
| 0 BW | Datei hochladen | Aufhammer Uferwald                                        | n050                                  | Vöcklabruck                      | Attersee am Attersee KG: Attersee GrStNr: 745/2, 750/2, 772/2, 773, 776/2, 778/2 Standort                                                        | Der Aufhammer Uferwald ist ein langer und schmaler, naturnaher Rotbuchenwald am Westufer des Attersees zwischen Aufham und Altenberg. | 1,8 ha    | 1987       |
| 0 BW | Datei hochladen | Biotop Sulzbach                                           | n161                                  | Wels-Land                        | Pichl bei Wels Standort | Neben einem naturnahen Laubmischwald befindet sich ein artenreicher Kalk-Halbtrockenrasen auf einer südwest-exponierten Böschung. | 1,58 ha   | 2018       |
| 1    | Datei hochladen | Bosruck-Totes Gebirge                                     | n055                                  | Steyr-Land, Kirchdorf            | Weyer, Rosenau am Hengstpaß, Spital am Pyhrn Standort                                                                                            | Das rund 190 ha große Gebiet umfasst Hochgebirgslebensräume und Bergwaldgebiet. | 190 ha    | 1988       |
| 0 BW | Datei hochladen | Bruckangerlau                                             | n046                                  | Freistadt                        | St. Oswald bei Freistadt KG: Amesreith GrStNr: 741/2 Standort                                                                                    | Das Bruckangerlau ist ein gewölbtes Versumpfungshochmoor in einer Senke. | 2,27 ha   | 1984       |
| 1    | Datei hochladen | Buchenwald Ranshofen                                      | n136                                  | Braunau am Inn                   | Braunau am Inn KG: Ranshofen Standort | Das Naturschutzgebiet befindet sich beidseits der Enknach. Es handelt sich um einen geschlossenen Waldbestand mit naturnahem Eichen-Eschenbestand. | 10,6 ha   | 2008       |
| 1    | Datei hochladen | Bumau                                                     | n101                                  | Freistadt                        | Liebenau KG: Liebenau GrStNr: 2165, 2176 Standort                                                                                                | Bumau ist ein entwässertes Moorgebiet mit zentraler unbewaldeter Moorregeneration und Fichtenwäldern. Nach der Rodung der Flächen wird das Gebiet wieder vom Birkwild angenommen. | 14,63 ha  | 2001       |
| 0 BW | Datei hochladen | Burgberg in Losenstein                                    | n157                                  | Steyr-Land                       | Losenstein Standort | Die naturnahen Waldflächen und eine kleine Wiesenbrache befinden sich auf dem Burghügel von Losenstein. | 1,83 ha   | 2017       |
| 1    | Datei hochladen | Dachstein in den Gemeinden Gosau, Hallstatt und Obertraun | n098                                  | Gmunden                          | Gosau, Hallstatt, Obertraun Standort | Der Dachstein ist der höchste Karst-Gebirgsstock und trägt den einzigen Gletscher Oberösterreichs. Im Westen umfasst das Schutzgebiet auch die Gosauseen. | 136 km²   | 2001       |
| 1    | Datei hochladen | Edelkastanienwald                                         | n057                                  | Vöcklabruck                      | Unterach am Attersee KG: Unterach GrStNr: 258/1, 258/2, 281/2, 283/1, 283/2, 285 Standort                                                        | Der Edelkastanienwald befindet sich am Abhang der Mondseer Flyschberge nahe dem Attersee. Die Edelkastanien befinden sich in einem Rotbuchenwald. | 3,75 ha   | 1989       |
| 1    | Datei hochladen | Edlbacher Moor                                            | n064                                  | Kirchdorf                        | Edlbach KG: Edlbach GrStNr: 228, 232/1, 229 (tw) Standort                                                                                        | Das Edlbacher Moor ist ein teilweise entwässertes und überwiegend abgetorftes Hochmoor mit Regenerationsvegetation. Es ist heute überwiegend mit sekundärem Moorwald bestockt, wobei kleinräumig auch nasse, vernarbende, unbewaldete Teilbereiche bestehen. | 12,86 ha  | 1989       |
| 1    | Datei hochladen | Egelsee und Egelseemoor                                   | n166                                  | Vöcklabruck                      | Unterach am Attersee GrStNr: 1848/1, 1855/1, 1847/3, 1462, 1461, 1460/3 Standort                                                                 | Der Egelsee entstand in einem abflusslosen Toteisloch. Um den Egelsee bestehen Verlandungsstadien mit Schwingrasen. | 4,14 ha   | 2019       |
| 1    | Datei hochladen | Eglsee samt angrenzender Niedermoorflächen                | n059                                  | Vöcklabruck                      | Sankt Lorenz KG: St. Lorenz GrStNr: 2277, 2278/1, 2278/3, 2280, 2281/1, 2488 Standort                                                            | Der Eglsee liegt nahe dem Mondsee, gehört jedoch nur zur Hälfte zu Oberösterreich. Es handelt sich um einen kleinen See mit angrenzendem, artenreichem Niedermoor. | 5,15 ha   | 1992       |
| 0 BW | Datei hochladen | Eibenwald                                                 | n147                                  | Steyr-Land                       | Laussa KG: Lausa GrStNr: 607/3, 606/1 Standort                                                                                                   | Das Schutzgebiet liegt südwestlich der Ortschaft Laussa direkt am Güterweg Wolfsberg. | 2,37 ha   | 2011       |
| 1    | Datei hochladen | Ettenau                                                   | n128                                  | Braunau am Inn                   | St. Radegund, Ostermiething Standort | Die Ettenau ist ein Hart- und Weichholzaugebiet mit verschiedensten Gewässerlebensräumen an der Salzach. | 537 ha    | 2005       |
| 1    | Datei hochladen | Ettenau II                                                | n146                                  | Braunau am Inn                   | St. Radegund, Ostermiething Standort | Die naturnahen Feuchtwiesen dieses Schutzgebietes grenzen an das Naturschutzgebiet Ettenau. Von besonderer Bedeutung ist die Schwaigwiesen. | 89,1 ha   | 2011       |
| 0 BW | Datei hochladen | Feldinger Moor                                            | n152                                  | Vöcklabruck                      | Mondsee Standort | Das Feldinger Moor ist der Rest der ehemals ausgedehnten Moorflächen im Tal der Zeller Ache. | 3,1 ha    | 2014       |
| 0 BW | Datei hochladen | Feuchtgebiet Teichstätt                                   | n118                                  | Braunau am Inn                   | Lengau KG: Heiligenstadt Standort | Das Feuchtgebiet Teichstätt ist ein naturnah gestaltetes Hochwasserrückhaltebecken am Schwemmbach zwischen Munderfing und Friedburg. | 26,86 ha  | 2004       |
| 1    | Datei hochladen | Fischlhamerau                                             | n020                                  | Wels-Land                        | Fischlham, Steinhaus KG: Forstberg, Oberschauersberg Standort                                                                                    | Die Fischlhamerau ist ein Aubereich am rechten Traunufer. Neben Eschen- und Weidenauen haben sich hier viele natürliche Stillgewässer erhalten. | 90 ha     | 1963       |
| 1    | Datei hochladen | Frankinger Moos                                           | n123                                  | Braunau am Inn                   | Franking, Moosdorf Standort | → Hauptartikel : Ibmer Moor f1 | 35,24 ha  | 1963       |
| 1    | Datei hochladen | Gerlhamer Moor                                            | n061 HERIS-ID: 45930 Objekt-ID: 47468 | Vöcklabruck                      | Seewalchen am Attersee KG: Litzlberg GrStNr: 1206/1, 1206/2 Standort                                                                             | Das Gerlhamer Moor ist ein kleinräumiges Übergangs- und Niedermoorgebiet, wobei auch Streuwiesen, ein Moorwald sowie eine unbewirtschaftete Bult-Schlenken-Vegetation unter Schutz steht. | 11,9 ha   | 1993       |
| 1    | Datei hochladen | Gierer Streuwiese                                         | n069                                  | Kirchdorf                        | Roßleithen KG: Rading GrStNr: 654/1, 655/1 Standort                                                                                              | Die Gierer Streuwiese ist eine artenreiche Streuwiese. Hier findet sich ein großer Bestand der Sibirischen Schwertlilie. | 1,57 ha   | 1995       |
| 1    | Datei hochladen | Gleinkersee in Spital am Pyhrn                            | n017                                  | Kirchdorf                        | Spital am Pyhrn KG: Gleinkerau GrStNr: 1800 Standort                                                                                             | Der Gleinkersee, ein Karstwassersee, hat sich in einer kesselartigen Vertiefung am Fuße des Warscheneckstockes gebildet. Im Süden schließt das Naturschutzgebiet Warscheneck Nord an. | 13,93 ha  | 1965       |
| 1    | Datei hochladen | Glöckl-Teich                                              | n056                                  | Kirchdorf                        | Roßleithen KG: Roßleithen GrStNr: 807, 812/1 u. a. Standort                                                                                      | Das Glöcklteichmoor besteht aus einem Verlandungsmoor mit einem niederwüchsigen Davallseggenmoor, das in Pfeifengraswiesen übergeht. Um den Teich bestehen Schilfbestände aber auch ausgedehnte Bestände der seltenen Fadensegge (Carex lasiocarpa) und ein schmaler Schwingrasenstreifen. Der Teich selbst weist Vorkommen der Teichrose auf. | 3,91 ha   | 1988       |
| 1    | Datei hochladen | Gmöser Moor                                               | n049                                  | Gmunden                          | Laakirchen KG: Laakirchen GrStNr: 1287 Standort                                                                                                  | Das Gmöser Moor ist ein nahezu völlig bewaldetes Niedermoor. Es beherbergt auch einen großen und mehrere kleine Teiche. | 3,39 ha   | 1987       |
| 0 BW | Datei hochladen | Goiserer Weißenbachtal                                    | n150                                  | Gmunden                          | Bad Goisern am Hallstättersee Standort | Das Gebiet ist durch die starke Dynamik des Weißenbachs mit seiner hohen Geschiebeführung geprägt. Dadurch ist das Umland des Bachbettes durch ausgedehnte Schotterflächen in unterschiedlichen Sukzessionsstadien gekennzeichnet. | 11 km²    | 2013       |
| 1    | Datei hochladen | Großer Ödsee                                              | n012                                  | Gmunden                          | Grünau im Almtal KG: Grünau GrStNr: 2898 Standort                                                                                                | Das Naturschutzgebiet Großer Ödsee umfasst die gesamte Fläche des Großen Ödsees, einem Bergsee, der von einem Wanderweg umrundet wird. | 8,09 ha   | 1965       |
| 0 BW | Datei hochladen | Großes Langmoos                                           | n083                                  | Gmunden                          | Bad Ischl KG: Rettenbach GrStNr: 514/15 Standort                                                                                                 | Das Große Langmoos ist ein elliptisches, stark gewölbtes Latschenhochmoor mit deutlichem Randgehänge. Es liegt in direkter Nachbarschaft zum Kleinen Langmoos und zum Radriedlmoos. | 4 ha      | 1998       |
| 1    | Datei hochladen | Großes Löckenmoos und Grubenalmmoor                       | n088                                  | Gmunden                          | Gosau KG: Gosau GrStNr: 932, 933 Standort | Das Große Löckenmoos und das Grubenalmmoor sind klassisch entwickelte Deckenmoore auf dem Gipfelplateau des Leckenmoosberges. In direkter Nachbarschaft befinden sich die Naturschutzgebiete Kleines Löckenmoos und Dachstein. | 26,65 ha  | 1998       |
| 1    | Datei hochladen | Grünberg in der Gemeinde Frankenburg                      | n099                                  | Vöcklabruck                      | Frankenburg am Hausruck KG: Hintersteining GrStNr: 538/5, 538/6, 1636/2 Standort                                                                 | Das Naturschutzgebiet Grünberg beherbergt einen bodensauren Kiefernwald mit trockenem Rohhumusboden und hochmoorähnlicher Bodenvegetation. | 1,02 ha   | 02.03.2001 |
| 0 BW | Datei hochladen | Halbtrockenrasen an der Traun in Pucking                  | n151                                  | Linz-Land                        | Pucking Standort | Zwischen der Welser Autobahn A25 und den Traunfluss befindet sich ein altes Abgrabungsgebiet mit artenreichem Halbtrockenrasen und naturnah angelegten Flachwasserzonen. | 6,61 ha   | 2018       |
| 0 BW | Datei hochladen | Halbtrockenrasen Fuchsenmutter                            | n170                                  | Linz-Land                        | Leonding Standort | Der Halbtrockenrasen inmitten dicht bebauter und intensiv landwirtschaftlich genutzter Flächen bietet zahlreichen seltenen gefährdeten Pflanzenarten einen Lebensraum. Dieser Vegetationstyp des Mesobrometum war früher in der Welser Heide weit verbreitet. | 1,1 ha    | 2021       |
| 1    | Datei hochladen | Haller Mauern (A5)-Totes Gebirge                          | n054                                  | Kirchdorf                        | Rosenau am Hengstpaß, Spital am Pyhrn Standort                                                                                                   | Das Naturschutzgebiet Haller Mauern gehört zu den größten Naturschutzgebieten Oberösterreichs, wobei es Hochgebirgslebensräume und Bergwaldgebiete umfasst. | 820 ha    | 04.03.1988 |
| 1    | Datei hochladen | Hangwald Puckinger Leiten                                 | n071                                  | Linz-Land                        | Pucking KG: Pucking GrStNr: 445/1 Standort | Beim Hangwald Puckinger Leiten handelt es sich um einen wärmebetonten Eschen-Steilhangwald mit einem hohen Anteil an Sommerlinden. | 4 ha      | 29.06.1995 |
| 1    | Datei hochladen | Hangwälder im Tal der Großen Mühl                         | n077                                  | Rohrbach                         | Kirchberg ob der Donau, Kleinzell im Mühlkreis KG: Grub, Kleinzell Standort                                                                      | Die Hangwälder im Tal der Großen Mühl sind ostexponierte Steilhangwälder, die sich aus Rotbuchenwäldern, Schluchtwäldern und unbewaldeten Blockhalden zusammensetzen. | 23,14 ha  | 1996       |
| 1    | Datei hochladen | Hangwälder Ritzlhof                                       | n158                                  | Linz-Land                        | Ansfelden Standort | Der Hangwald mit Eschen, Eichen und einem kleinen Tümpel befindet sich im Randbereich des Unteren Kremstales in Ritzlhof (Gemeinde Ansfelden). Zugleich ist der Bereich Europaschutzgebiet Nr. AT3147000. | 23,7 ha   | 2018       |
| 0 BW | Datei hochladen | Haslauer Moos                                             | n115                                  | Vöcklabruck                      | Oberwang KG: Oberwang GrStNr: 1538/6 Standort | Das Haslauer Moor ist ein Hochmoor, das heute überwiegend als kultivierte Moorwiese bewirtschaftet wird und nur noch Restbestände von Latschen und Birken beheimatet. | 1,12 ha   | 19.12.2003 |
| 1    | Datei hochladen | Heratingersee in Eggelsberg                               | n001                                  | Braunau am Inn                   | Eggelsberg KG: Ibm GrStNr: 185/1 Standort | Der Heratinger See reicht im Süden in ein Moor, wobei er hier eine naturnahe, schilfreiche Uferzonen und einen ausgedehnten Teichrosen-Gürtel ausgebildet hat. | 31,63 ha  | 1965       |
| 1    | Datei hochladen | Hinterer Langbathsee                                      | n011                                  | Gmunden                          | Ebensee am Traunsee KG: Oberlangbath GrStNr: 227 Standort                                                                                        | Der Hintere Langbathsee ist ein Alpensee am Fuß des Höllengebirges. | 12,47 ha  | 2000       |
| 1    | Datei hochladen | Hobelsberg-Riesn                                          | n143                                  | Vöcklabruck                      | Frankenburg am Hausruck KG: Hörgersteig GrStNr: 2895/3; 2898/4 Standort                                                                          | Das Naturschutzgebiet Hobelsberg-Riesn umfasst einen großflächigen Eschen-Ahorn-Schutthangwald mit Mondviole. | 4,15 ha   | 2010       |
| 1    | Datei hochladen | Hollereck                                                 | n145                                  | Gmunden                          | Altmünster KG: Nachdemsee GrStNr: 46/2 (tw), 88/1, 89/12, 88/2, 500/1 (tw), 509, 515/1 Standort                                                  | Das Hollereck ist ein naturnaher Verlandungsbereich am Westufer des Traunsees. | 10,15 ha  | 2010       |
| 1    | Datei hochladen | Höllerersee                                               | n002                                  | Braunau am Inn                   | Haigermoos, St. Pantaleon KG: Haigermoos Standort                                                                                                | Der Höllerersee ist ein kleiner See im Bezirk Braunau und Teil der sogenannten Südinnviertler Seenplatte. Wegen der hohen Freizeitnutzung sind am Höllerersee jedoch nur noch kleinflächig naturnahe Uferzonen erhalten. | 20,5 ha   | 1965       |
| 0 BW | Datei hochladen | Hornspitzmoore                                            | n156                                  | Gmunden                          | Gosau Standort | Das ausgedehnte Gebiet am Zwieselberg besteht aus verschiedenen Moortypen. | 43,55 ha  | 2017       |
| 1    | Datei hochladen | Holzösterersee                                            | n003                                  | Braunau am Inn                   | Franking KG: Holzöster GrStNr: 84/1 Standort | Der Holzöstersee ist Teil der Südinnviertler Seenplatte, wobei der östliche Uferbereich durch Badenutzung stark verändert wurde. Im Westen bestehen hingegen naturnahe Uferbereiche und angrenzende Moorflächen. | 10,89 ha  | 1965       |
| 0 BW | Datei hochladen | Imsee                                                     | n131                                  | Braunau am Inn                   | Palting KG: Palting GrStNr: 524/2, 532/2, 1840 Standort                                                                                          | Der Imsee liegt in einer flachen Geländemulde. | 5,79 ha   | 2007       |
| 1    | Datei hochladen | Innauen bei Schärding                                     | n159                                  | Schärding                        | Schärding Standort | Der Auwald der Stadtgemeinde Schärding liegt an einem Altarm des Inns, ist von Wegen umgeben und wird vor allem zu Freizeitzwecken genutzt. | 6,16 ha   | 2018       |
| 1    | Datei hochladen | Irrsee-Moore                                              | n109                                  | Vöcklabruck                      | Oberhofen am Irrsee, Tiefgraben, Zell am Moos Standort                                                                                           | Die Irrsee-Moore stellen Verlandungsmoore am angrenzenden Naturschutzgebiet Irrsee dar. Das Naturschutzgebiet liegt nördlich, östlich und südlich des Irrsees und umfasst auch Streuwiesen und Sukzessionsstadien. | 52 ha     | 2002       |
| 0 BW | Datei hochladen | Jackenmoos auf dem Mühlberg                               | n117                                  | Braunau am Inn                   | Geretsberg KG: Lehrsberg GrStNr: 598/1; 598/2 Standort                                                                                           | Beim Jackenmoos auf dem Mühlberg handelt es sich um ein Hoch- und Übergangsmoor, das sich in einem Toteisloch gebildet hat. | 1,53 ha   | 2004       |
| 1    | Datei hochladen | Jaidhaus                                                  | n155                                  | Kirchdorf                        | Molln Standort | Das Naturschutzgebiet Jaidhaus gliedert sich in mehrere Teilflächen und Lebensräume. Es besteht aus naturnahen Waldflächen, großflächigen, halb-offenen Wiesenbrachen und sehr artenreichen mageren Wiesen mit einer hohen Vielfalt an Insekten. | 319 ha    | 2016       |
| 0 BW | Datei hochladen | Kalksteinmauer Laussa                                     | n139                                  | Steyr-Land                       | Laussa KG: Lausa Standort | Die Kalksteinmauer Laussa ist ein mit Kalkfelsen durchsetztes, langgestrecktes Gebiet im Laussatal. Das Naturschutzgebiet umfasst artenreiche Halbtrockenrasen, Magerweiden und naturnahe Buchenwälder sowie eine ausgedehnte Magerweidenbrache mit Wacholderbeständen. | 97,28 ha  | 2009       |
| 1    | Datei hochladen | Kammerschlager Flachmoorwiese                             | n065                                  | Urfahr-Umgebung                  | Kirchschlag bei Linz KG: Kirchschlag GrStNr: 1348; 1349 Standort                                                                                 | Die Kammerschlager Flachmoorwiese ist eine kleine, artenreiche Streuwiese. Es handelt sich um ein Quellmoor mit einer zwei Meter mächtigen Niedermoor-Torfschicht. | 1,43 ha   | 1994       |
| 1    | Datei hochladen | Katrin                                                    | n140                                  | Gmunden                          | Bad Goisern am Hallstättersee, Bad Ischl KG: Lindau, Ramsau, Kaltenbach Standort                                                                 | Die Katrin ist ein markantes Karstgebirge in der Osterhorngruppe. Das Schutzgebiet umfasst eine schroffe Gebirgslandschaft mit Felsvegetation, alpinem Rasen und Latschengebüschen. | 280 ha    | 2009       |
| 1    | Datei hochladen | Kleiner Ödsee                                             | n013                                  | Gmunden                          | Grünau im Almtal KG: Grünau GrStNr: 2889 Standort                                                                                                | Der Kleine Ödsee ist ein Bergsee im Bezirk Gmunden. Ebenfalls unter Naturschutz steht der benachbarte Große Ödsee. | 3,26 ha   | 1965       |
| 0 BW | Datei hochladen | Kleines Langmoos                                          | n084                                  | Gmunden                          | Bad Ischl KG: Rettenbach GrStNr: 514/14 Standort                                                                                                 | Das Kleine Langmoos ist ein Hochmoor mit nahezu kreisrunder Fläche, das von Wald umgeben ist. | 1,9 ha    | 1998       |
| 0 BW | Datei hochladen | Kleines Löckenmoos                                        | n087                                  | Gmunden                          | Gosau KG: Gosau GrStNr: 924; 969/155 Standort | Das Kleine Löckenmoos ist ein Deckenmoor mit geringer Torfauflage und Latschenfilz. | 9,92 ha   | 1998       |
| 1    | Datei hochladen | Koaserin                                                  | n121                                  | Grieskirchen                     | Heiligenberg, Neukirchen am Walde, Peuerbach Standort                                                                                            | Die Koaserin ist ein vom Leitenbach periodisch überschwemmtes Feuchtwiesengebiet, das ein bedeutendes Brutgebiet für Wiesenvögel darstellt. | 28,26 ha  | 2005       |
| 1    | Datei hochladen | Kremsauen                                                 | n111                                  | Kirchdorf                        | Nußbach, Schlierbach Standort | Die Kremsauen sind ein Augebiet der Krems mit naturbelassenen Bachläufen, Auwäldern und Feuchtwiesen, die einen wichtigen Lebensraum für seltene Tier- und Pflanzenarten darstellen. | 23,5 ha   | 2002       |
| 1    | Datei hochladen | Kreuzbauernmoor                                           | n060                                  | Vöcklabruck                      | Pfaffing Standort | Das Kreuzbauernmoor ist ein teilentwässertes Hochmoor mit Latschenbewuchs. | 10,54 ha  | 1992       |
| 0 BW | Datei hochladen | Kreuzberg in Weyer                                        | n040                                  | Steyr-Land                       | Weyer Standort | Der Kreuzberg ist ein mit einem Buchenmischwald bewachsener Höhenrücken der Kalkalpen. | 47,95 ha  | 1981       |
| 1    | Datei hochladen | Krumme Steyrling                                          | n167                                  | Kirchdorf                        | Molln, Rosenau am Hengstpaß Standort | Die Krumme Steyrling entspringt im Sengsengebirge auf dem Gemeindegebiet von Rosenau am Hengstpass. In Molln mündet der Fluss in die Steyr. | 33,53 ha  | 2020       |
| 1    | Datei hochladen | Kuhschellenrasen Wirt am Berg                             | n045                                  | Wels-Land                        | Gunskirchen Standort | Artenreicher Trockenrasen mit einem Bestand an Kuhschellen und anderen gefährdeten Pflanzen. Reliktstandort der Welser Heide. | 4,6 ha    | 1983       |
| 0 BW | Datei hochladen | Langmoos in St.Lorenz                                     | n141                                  | Vöcklabruck                      | Sankt Lorenz Standort | | 22,44 ha  | 2010       |
| 1    | Datei hochladen | Laudachsee und Laudachmoor                                | n095                                  | Gmunden                          | Gmunden, St. Konrad Standort | | 25,9 ha   | 2000       |
| 0 BW | Datei hochladen | Leckenmoos                                                | n081                                  | Gmunden                          | Bad Ischl Standort | | 4,86 ha   | 1998       |
| 0 BW | Datei hochladen | Magerwiese Fuchsgraben                                    | n144                                  | Urfahr-Umgebung                  | Oberneukirchen Standort | Die Magerwiese Fuchsgraben umfasst eine artenreiche Rotschwingelwiese, eine Glatthaferwiese und ein Niedermoor mit zahlreichen seltenen Pflanzenarten. | 1,14 ha   | 2010       |
| 0 BW | Datei hochladen | Moor bei Mitterhölbling                                   | n153                                  | Perg                             | St. Georgen am Walde Standort | Das Durchströmungsmoor mit artenreicher Flora und Fauna befindet sich einer Geländemulde in auf dem Gemeindegebiet von St. Georgen am Walde. | 3,82 ha   | 2015       |
| 0 BW | Datei hochladen | Moor bei Vorderweißenbach                                 | n126                                  | Urfahr-Umgebung                  | Vorderweißenbach Standort | | 1,58 ha   | 2005       |
| 0 BW | Datei hochladen | Moorwiese Unterweg                                        | n164                                  | Perg                             | St. Georgen am Walde Standort | Die kleinflächige, überaus artenreiche Moorwiese befindet sich in der Ortschaft Unterweg in der Gemeinde St. Georgen am Walde. | 1,03 ha   | 2019       |
| 0 BW | Datei hochladen | Moorwiesen in der Gemeinde Waldhausen                     | n102                                  | Perg                             | Waldhausen im Strudengau Standort | | 3,48 ha   | 2001       |
| 1    | Datei hochladen | Moosalm                                                   | n130                                  | Gmunden                          | St. Wolfgang im Salzkammergut Standort | Das Moor- und Almgebiet liegt rund 1 km nordwestlich des Schwarzensees und wird vom Moosbach durchflossen. | 70 ha     | 2006       |
| 1    | Datei hochladen | Mooswiesen bei Rading                                     | n067                                  | Kirchdorf                        | Roßleithen Standort | Die Mooswiesen bei Rading sind ein nährstoffarmes Niedermoor mit sekundären Moorwäldern und Moorgebüschen und werden überwiegend als Streuwiese genutzt. | 3,44 ha   | 1994       |
| 1    | Datei hochladen | Mösl im Ebenthal                                          | n079                                  | Kirchdorf                        | Rosenau am Hengstpaß Standort | | 2,51 ha   | 1997       |
| 0 BW | Datei hochladen | Mühltal                                                   | n162                                  | Rohrbach                         | Altenfelden, Kleinzell im Mühlkreis Standort | Der naturbelassenem Flusslauf der Großen Mühl und die beidseitig naturnahen Waldflächen sind mit zahlreichen Felsköpfen und Felswänden durchsetzt. | 31,2 ha   | 2019       |
| 1    | Datei hochladen | Mündungsbereich der Fuschler Ache                         | n073                                  | Vöcklabruck                      | Sankt Lorenz Standort | Im Bereich der Mündung der Fuschler Ache in den Mondsee hat sich eine Verlandungszone mit Streuwiesen, Röhricht und Bruchwald gebildet. | 10,75 ha  | 1996       |
| 1    | Datei hochladen | Nadasdy-Klause                                            | n175                                  | Gmunden                          | Altmünster Standort | Die ehemalige Klause ist mit Geschiebeschotter verfüllt und bildet eine dynamische Au mit unbeeinflussten Grauerlenbeständen und Großseggenrieden sowie einer großen Artenvielfalt. | 3,6 ha    | 2024       |
| 1    | Datei hochladen | Neydhartinger Moor                                        | n124                                  | Wels-Land                        | Bad Wimsbach-Neydharting Standort | → Hauptartikel : Neydhartinger Moor f1 | 16 ha     | 2005       |
| 0 BW | Datei hochladen | Nordmoor am Grabensee                                     | n106                                  | Braunau am Inn                   | Palting, Perwang am Grabensee Standort | | 20,44 ha  | 2001       |
| 1    | Datei hochladen | Nordmoor am Mattsee                                       | n137                                  | Braunau am Inn                   | Lochen am See Standort | | 6,34 ha   | 2009       |
| 1    | Datei hochladen | Nussensee in Bad Ischl                                    | n015                                  | Gmunden                          | Bad Ischl Standort | → Hauptartikel : Nussensee f1 | 10,25 ha  | 1965       |
| 1    | Datei hochladen | Offensee in Ebensee                                       | n142                                  | Gmunden                          | Ebensee am Traunsee Standort | → Hauptartikel : Offensee f1 | 58,8 ha   | 1965       |
| 0 BW | Datei hochladen | Orchideenwiese im Pechgraben                              | n090                                  | Steyr-Land                       | Laussa Standort | | 4,07 ha   | 1999       |
| 1    | Datei hochladen | Orchideenwiese in Freundorf                               | n066                                  | Rohrbach                         | Klaffer am Hochficht Standort | → Hauptartikel : Orchideenwiese in Freundorf |           | 1994       |
| 1    | Datei hochladen | Orter Bucht                                               | n072                                  | Gmunden                          | Gmunden KG: Ort-Gmunden Standort | | 1,43 ha   | 1996       |
| 1    | Datei hochladen | Pesenbachtal                                              | n022                                  | Rohrbach, Urfahr-Umgebung        | St. Martin im Mühlkreis, Feldkirchen an der Donau, Herzogsdorf Standort                                                                          | → Hauptartikel : Pesenbachtal f1 | 250 ha    | 1963       |
| 0 BW | Datei hochladen | Pfandler Au                                               | n168                                  | Gmunden                          | Bad Ischl KG: Lindau Standort | Das artenreiche, trockene Augebiet an der Ischl weist einen natürlichen alluvialen Kiefernbestand und Wacholder in der Strauchschicht auf. An den schattigen Steilufern wächst ein Kalkbuchenwald. | 14,8 ha   | 2021       |
| 1    | Datei hochladen | Pfeiferanger                                              | n048                                  | Braunau am Inn                   | Eggelsberg, Moosdorf Standort | | 76,1 ha   | 1987       |
| 0 BW | Datei hochladen | Pichlwald bei Loibichl                                    | n062                                  | Vöcklabruck                      | Innerschwand am Mondsee Standort | | 2,75 ha   | 1993       |
| 0 BW | Datei hochladen | Pitzingmoos                                               | n085                                  | Gmunden                          | Bad Ischl KG: Rettenbach Standort | | 11,8 ha   | 1998       |
| 1    | Datei hochladen | Planwiesengebiet                                          | n104                                  | Kirchdorf                        | Grünburg KG: Leonstein Standort | | 116,05 ha | 2001       |
| 1    | Datei hochladen | Pleschinger Austernbank                                   | n089                                  | Urfahr-Umgebung                  | Steyregg KG: Lachstadt Standort | | 8,22 ha   | 1998       |
| 0 BW | Datei hochladen | Predigtstuhl                                              | n103                                  | Eferding                         | Hartkirchen KG: Oed in Bergen Standort | | 25,66 ha  | 2001       |
| 1    | Datei hochladen | Puchheimer Au                                             | n172                                  | Vöcklabruck                      | Attnang-Puchheim Standort | Der Auwald an der Ager weist einen hohen Anteil an Eschen und großen, weitgehend nicht mehr genutzten, verlandenden Fischteichen auf. Entlang der Nordgrenze verläuft ein naturnaher Hangwald. | 11,2 ha   | 2023       |
| 0 BW | Datei hochladen | Quellflur bei Grueb                                       | n113                                  | Vöcklabruck                      | Tiefgraben KG: Hof Standort | | 4,32 ha   | 2003       |
| 0 BW | Datei hochladen | Radriedlmoos                                              | n082                                  | Gmunden                          | Bad Ischl KG: Rettenbach Standort | |           | 1998       |
| 1    | Datei hochladen | Rannatal                                                  | n108                                  | Rohrbach                         | Neustift im Mühlkreis, Pfarrkirchen im Mühlkreis Standort                                                                                        | → Hauptartikel : Ranna f1 | 140,34 ha | 2002       |
| 1    | Datei hochladen | Reinthalermoos                                            | n058                                  | Vöcklabruck                      | Attersee am Attersee KG: Attersee Standort | | 12 ha     | 1991       |
| 1    | Datei hochladen | Richterbergau                                             | n094                                  | Freistadt                        | Liebenau KG: Liebenau GrStNr: 2252/1 Standort | | 2,09 ha   | 2000       |
| 0 BW | Datei hochladen | Rote Auen                                                 | n074                                  | Freistadt                        | Weitersfelden KG: Weitersfelden GrStNr: 5293; 5294; 5298/2; 5299/2 Standort                                                                      | | 9,94 ha   | 1996       |
| 1    | Datei hochladen | Schlossberg Neuhaus                                       | n122                                  | Rohrbach                         | St. Martin im Mühlkreis KG: Neuhaus Standort | Die Hänge unter Schloss Neuhaus an der Donau weisen trockene Kiefern-, Traubeneichen-, Eichen-Hainbuchenwälder, Buchenwälder und unbewaldete Felspartien mit Felsrasen in Süd-Exposition auf. | 83 ha     | 2004       |
| 0 BW | Datei hochladen | Schwarzenbergwiese                                        | n127                                  | Kirchdorf                        | Grünburg KG: Leonstein Standort | | 1 ha      | 2005       |
| 1    | Datei hochladen | Schwarzensee in St.Wolfgang                               | n016                                  | Gmunden                          | St. Wolfgang im Salzkammergut KG: St. Wolfgang Standort                                                                                          | → Hauptartikel : Schwarzensee (St. Wolfgang) f1 | 48,77 ha  | 1965       |
| 1    | Datei hochladen | Seeleithensee und angrenzende Streuwiesen                 | n105                                  | Braunau am Inn                   | Eggelsberg, Moosdorf Standort | Das Naturschutzgebiet umfasst den See mit dem umgebenden Schilfgürtel sowie ein großräumiges Streuwiesengebiet. | 67 ha     | 2001       |
| 1    | Datei hochladen | Spießmojer                                                | n047                                  | Braunau am Inn                   | St. Johann am Walde Standort | | 1,55 ha   | 1985       |
| 1    | Datei hochladen | Stadlau                                                   | n114                                  | Rohrbach                         | Klaffer am Hochficht Standort | → Hauptartikel : Stadlau (Klaffer am Hochficht) f1 | 21,36 ha  | 2003       |
| 0 BW | Datei hochladen | Stadlerwiese                                              | n078                                  | Urfahr-Umgebung                  | Ottenschlag im Mühlkreis Standort | | 3,4 ha    | 1997       |
| 0 BW | Datei hochladen | Staninger Leiten                                          | n076                                  | Steyr, Steyr-Land                | Steyr, Dietach KG: Gleink, Unterdietach Standort                                                                                                 | Das Naturschutzgebiet Staninger Leiten hat eine Fläche von ca. 2 ha und erstreckt sich linksufrig der Enns über die Gemeinden Steyr und Dietach. Es umfasst einen kleinen Rest eines Halbtrockenrasens an der Niederterrassenkante der Enns sowie einen Rotbuchenwald von besonderer Bedeutung. | 2 ha      | 1996       |
| 1    | Datei hochladen | Steyrschlucht                                             | n154                                  | Kirchdorf                        | Molln, Grünburg, Steinbach an der Steyr KG: Molln, Leonstein, Außerbreitenau, Obergrünburg Standort                                              | Das Naturschutzgebiet Steyrschlucht hat eine Fläche von ca. 102 ha und erstreckt sich über eine Länge von knapp 10 km vom Kraftwerk Agonitz in Molln bis zur Haunoldmühle in Grünburg. In diesem landschaftlich bemerkenswerten Abschnitt des Steyrtales befindet sich auch das Naturdenkmal „Rinnende Mauer“ sowie ein 1,2 km langer Abschnitt der Krummen Steyrling. | 102,6 ha  | 2016       |
| 0 BW | Datei hochladen | Sumpfwiese Walleiten                                      | n063                                  | Schärding                        | Sankt Aegidi KG: St. Aegidi Standort | | 2,6 ha    | 1994       |
| 1    | Datei hochladen | Taferlklaussee                                            | n039                                  | Gmunden                          | Altmünster KG: Neukirchen Standort | → Hauptartikel : Taferlklaussee f1 | 8,51 ha   | 1981       |
| 1    | Datei hochladen | Tal der Kleinen Gusen                                     | n092                                  | Urfahr-Umgebung                  | Alberndorf in der Riedmark KG: Unterweitersdorf Standort                                                                                         | → Hauptartikel : Kleine Gusen f1 | 15 ha     | 2000       |
| 1    | Datei hochladen | Tal des Kleinen Kösslbaches                               | n075                                  | Schärding                        | Engelhartszell, Sankt Aegidi, Waldkirchen am Wesen Standort                                                                                      | → Hauptartikel : Kleiner Kösslbach f1 | 67,24 ha  | 1996       |
| 1    | Datei hochladen | Tanner Moor                                               | n044                                  | Freistadt                        | Liebenau KG: Neustift Standort | → Hauptartikel : Tanner Moor f1 | 122,33 ha | 1983       |
| 0 BW | Datei hochladen | Teile der Gusenau                                         | n173                                  | Perg                             | Katsdorf Standort | Das Naturschutzgebiet unterhalb des Zusammenflusses von Großer und Kleiner Gusen besteht aus zwei getrennten Teilen. Der südliche Teil beinhaltet den Unterlauf eines kleinen Baches mit Ufergehölz. | 3,9 ha    | 2023       |
| 1    | Datei hochladen | Teile der Innauen bei Braunau                             | n174                                  | Braunau                          | Braunau am Inn Standort | Der überwiegend naturnahe Auwaldbereich am Inn wird vom Blankenbach durchflossen und weist einen Altwasserbereich als Rest der ehemals vielfältig zergliederten Klein- und Nebengewässer auf. | 14,8 ha   | 2023       |
| 1    | Datei hochladen | Teile des Hehermooses und der Holzöstersee                | n163                                  | Braunau am Inn                   | Franking Standort | Der kleine See der Südinnviertler Seenplatte ist im Uferbereiche des östlichen Teils durch Badenutzung stark verändert, im Westen durch angrenzende Moorfläche jedoch sehr naturnah erhalten. | 11,91 ha  | 2019       |
| 1    | Datei hochladen | Torfau                                                    | n129                                  | Rohrbach                         | Ulrichsberg KG: Berdetschlag, Ulrichsberg Standort                                                                                               | → Hauptartikel : Torfau f1 | 24 ha     | 2006       |
| 1    | Datei hochladen | Traun-Donau-Auen                                          | n119                                  | Linz                             | Linz KG: Ufer, Posch Standort | | 315 ha    | 2004       |
| 1    | Datei hochladen | Traunauen bei St. Martin                                  | n107                                  | Linz-Land                        | Traun Standort | | 19,42 ha  | 2001       |
| 1    | Datei hochladen | Traunstein                                                | n148                                  | Gmunden                          | Gmunden, St. Konrad Standort | → Hauptartikel : Traunstein (Berg) f1 | 792,5 ha  | 1963       |
| 1    | Datei hochladen | Untere Steyr                                              | n133                                  | Steyr, Steyr-Land                | Steyr, Garsten, Sierning Standort | Das Naturschutzgebiet Untere Steyr hat eine Fläche von ca. 210 ha und erstreckt sich über die Gemeinden Steyr, Garsten und Sierning. Die Steyr ist der fünftlängste Fluss Oberösterreichs und befindet sich in diesem Bereich in der Übergangszone zwischen der Molasse des Zentralraums und der Flyschzone des Alpenvorlandes. Hier ist der Fluss bis auf einige Wehranlagen weitgehend naturbelassen. Die dynamische Geschiebeführung des Flusses sorgt für ständige Veränderung an den Schotterbänken. Zur Schutzzone gehören auch die das Tal begrenzenden Konglomeratwände, die extensiv genutzten landwirtschaftlichen Flächen, die Auwälder und zwei Magerwiesen mit Populationen der gefährdeten Bayern-Kuhschelle (Pulsatilla vulgaris). | 210 ha    | 2007       |
| 1    | Datei hochladen | Unterer Inn                                               | n112                                  | Braunau am Inn, Ried im Innkreis | Antiesenhofen, Braunau am Inn, Kirchdorf am Inn, Mining, Mühlheim am Inn, Obernberg am Inn, Reichersberg, St. Peter am Hart, Überackern Standort | → Hauptartikel : Unterer Inn f1 | 982 ha    | 2002       |
| 1    | Datei hochladen | Unterhimmler Au                                           | n132                                  | Steyr                            | Steyr KG: Christkindl Standort | | 30,5 ha   | 2007       |
| 1    | Datei hochladen | Urfahrwänd                                                | n135                                  | Urfahr-Umgebung                  | Puchenau Standort | | 8,9 ha    | 2008       |
| 1    | Datei hochladen | Vorderer Langbathsee                                      | n010                                  | Gmunden                          | Ebensee am Traunsee KG: Oberlangbath GrStNr: 224 Standort                                                                                        | → Hauptartikel : Vorderer Langbathsee f1 | 36,55 ha  | 1965       |
| 1    | Datei hochladen | Warscheneck Nord                                          | n134                                  | Kirchdorf                        | Hinterstoder, Roßleithen, Spital am Pyhrn, Vorderstoder KG: Hinterstoder; Vorderstoder; Rossleithen; Gleikerau; Spital am Pyhrn Standort         | | 27 km²    | 2008       |
| 1    | Datei hochladen | Warscheneck Süd-Purgstall-Brunnsteiner Kar                | n110                                  | Kirchdorf                        | Spital am Pyhrn Standort | | 12 km²    | 2002       |
| 1    | Datei hochladen | Warscheneck-Süd-Stubwies                                  | n096                                  | Kirchdorf                        | Spital am Pyhrn KG: Gleinkerau Standort | | 767,6 ha  | 2000       |
| 1    | Datei hochladen | Warscheneck-Süd-Wurzeralm - Stubwies                      | n165                                  | Kirchdorf                        | Spital am Pyhrn Standort | Das Gebiet umfasst die Nieder- und Hochmoorflächen am Teichlboden, die Almen der Stubwiesalm, der Weierbauernalm und der Zickalm. Im Westen bilden der Brunnsteinersee und die Rote Wand, im Osten der Stubwieswipfel und das Schwarzeneck die Gebietsgrenze. Im Norden reicht es bis zum Seespitz. | 817,13 ha | 2019       |
| 0 BW | Datei hochladen | Wasserwald Traun                                          | n169                                  | Linz-Land                        | Traun Standort | Das Gebiet in der höheren Austufe der Traun ist ein herausragender Biodiversitätshotspot. | 25,4 ha   | 2021       |
| 0 BW | Datei hochladen | Wildmoos                                                  | n036                                  | Vöcklabruck                      | Tiefgraben KG: Tiefgraben Standort | | 17 ha     | 1979       |
| 1    | Datei hochladen | Zellersee (Irrsee)                                        | n018                                  | Vöcklabruck                      | Zell am Moos Standort | → Hauptartikel : Irrsee f1 | 349,19 ha | 1965       |